# Wu-pej č’
Wu-pej č’ (čínsky pchin-jinem Wǔbèi zhì, znaky tradiční 武備志; doslova „Zápisky o vojenském vybavení“) je čínská vojenská encyklopedie napsaná v posledních desetiletích existence říše Ming. Sestavil ji důstojník mingské armády Mao Jüan-i (茅元仪, 1594 – kolem 1641). Autorova předmluva je datována rokem 1621, o sedm let později byla kniha předložena císaři Čchung-čenovi, nedlouho po jeho nástupu na trůn.
Encyklopedie sestává z 240 ťüanů (dílů), které obsahují přes 2 milióny znaků a 738 ilustrací. Je největší vojenskou encyklopedií staré Číny.
Dělí se na pět částí. V první je probrána čínská vojenská teorie. V druhé je popsáno více než 600 bitev čínské historie. Třetí část probírá otázky výcviku, pro každý druh vojsk i zbraní. Ve čtvrté části autor vysvětluje problémy logistiky – přesuny vojsk, jejich zásobování zbraněmi, potravinami i léky, obranu měst a útok na ně. Závěrečná část je věnována vlivu přírodních podmínek – počasí a geografie – na válčení, probírána je i námořní navigace.
Zajímavým prvkem encyklopedie je uvedení souboru map ukazujících trasu plavby z ústí Jang-c’-ťiang přes jihovýchodní Asii a Indický oceán do Perského zálivu a Afriky, včetně souvisejících navigačních informací. Tento soubor je označován za Mao Kchunovu mapu, podle slavného bibliofila Mao Kchuna (茅坤), děda Mao Jüan-iho. Tyto mapy jsou, jak ostatně říká i předmluva je doprovázející, založeny na údajích shromážděných během plaveb Čeng Chea v letech 1403–1433. její existence dokládá, že se, bez ohledu na zničení množství archivovaných dokumentů spojených s plavbami v druhé polovině 15. století, část informací zachovala mezi vojenskými odborníky.
Zprvu byla Mao Kchunova mapa nakreslena na svitku dlouhém 560 cm a širokém 20,5 cm, ale v knize byla rozdělena na 40 listů. Podobně jako staré evropské mapy, například Peutingerova mapa, nemá přesné měřítko a nesnaží se ukazovat přesný tvar kontinentů a ostrovů.